# یامبو اوئولوگم
یامبو اوئولوگم (به فرانسوی: Yambo Ouologuem) نویسنده قرن بیستم میلادی اهل مالی است.